# Georges Rigal
Georges Lucien Rigal (Parijs, 6 januari 1890 - Saint-Maur-des-Fossés, 25 maart 1974) was een Frans waterpolospeler.
Tijdens de Olympische Zomerspelen 1912 nam Rigal deel aan het waterpolo en het zwemmen. Bij het waterpolo eindigde hij met zijn ploeggenoten als vijfde, op de 100 meter vrije slag kwam Lucien niet verder dan de series.
Rigal won tijdens de 1924 in eigen land de gouden medaille.
Albert Delborgies · 
Noël Delberghe · 
Robert Desmettre · 
Paul Dujardin (G) ·
Albert Mayaud · 
Henri Padou · 
Georges Rigal